# Shivering
Shivering (englisch zittern, frösteln) ist ein Lied des US-amerikanischen DJs Illenium mit der kanadischen Metal-Band Spiritbox. Es wurde am 13. Mai 2022 über Kasaya / 12Tone Music veröffentlicht.

## Inhalt
Shivering ist ein Lied, das von Mike Stringer, Courtney LaPlante, Andrew Goldstein, Drew Fulk und Illenium geschrieben wurde. Der Text ist in englischer Sprache verfasst. Musikalisch verbindet es den EDM von Illenium mit dem Alternative Metal von Spiritbox. Shivering ist 5:01 Minuten lang, wurde in der Tonart E-Moll geschrieben und weist ein Tempo von 150 BPM auf. Produziert wurde das Lied von Illenium. Den Gesang übernimmt die Spiritbox-Sängerin Courtney LaPlante, die sowohl klaren als auch gutturalen Gesang verwendet. Die Gitarren wurden von Mike Stringer und Andrew Goldstein eingespielt. Drew Fulk programmierte das Schlagzeug.
Illenium trug schon längere Zeit die Idee einer Kollaboration mit Spiritbox mit sich herum. Er traf sich daraufhin mit Courtney LaPlante und dem Spiritbox-Gitarristen Mike Stringer in einem Studio in Los Angeles, wo er seinen Gästen eine rohe Version des Intros vorspielte. Zusammen wurde ein kraftvoller Refrain geschrieben. Von der ersten Strophe wurden mehrere Versionen ausprobiert. Mike Stringer half Illenium dabei, die Rock- und Metalaspekte in den Lied unterzubringen. Anschließend stellte Illenium den Titel in seinem eigenen Studio fertig.
Der Text wurde von Courtney LaPlante geschrieben und handelt von einer zerbrochenen Liebesbeziehung. Seine Premiere feierte das Lied während Illeniums Auftritt beim Ultra Music Festival Ende März 2022 in Miami. Am 13. Mai 2022 wurde Shivering schließlich als Single veröffentlicht.

## Rezeption

### Rezensionen
Brian Bonavoglia vom DJ Life Mag beschrieb Shivering als „eindringlichen, emotionsgeladenen Hybrid, in dem sich die Welten des Heavy Metal und melodischem Bass treffen und zu einem hart treffenden Trommelfeuer verbinden“. Niko Sani vom EDM.com beschrieb das Lied als „schön konstruierten Song, der Myriaden von organischen Schlagzeug und Gitarren verwendet, die eine akustische Atmosphäre um Spiritbox’ himmlischen Gesang bildet“.

### Chartplatzierung
| ChartsChartplatzierungen             | Höchstplatzierung | Wochen |
| ------------------------------------ | ----------------- | ------ |
| Vereinigte Staaten (Billboard Dance) | 15 (8 Wo.)        | 8      |
| Vereinigte Staaten (Billboard Rock)  | 48 (1 Wo.)        | 1      |